# NAACP Image Award
L'NAACP Image Award è un premio attribuito ogni anno dalla National Association for the Advancement of Colored People come riconoscimento per il lavoro svolto da persone nere nel mondo dell'arte (cinema, letteratura, musica, teatro e TV).
Simile ad altri premi più famosi come l'Oscar o il Grammy, gli Image Awards - divisi in 35 categorie - sono votati dai membri dell'NAACP. Vengono attribuiti anche premi onorari, inclusi il President's Award, il Chairman's Award, il premio al Personaggio dell'Anno e l'Image Award of Fame.
La prima cerimonia di consegna risale al 1969. Dal 1974 al 2006, la cerimonia è stata registrata su videocassetta e mandata in onda in differita dalla Fox. La prima diretta è avvenuta nel 2007 per la 38ª edizione. La consegna dei premi avviene solitamente tra febbraio e l'inizio di marzo, a Los Angeles o dintorni.

## Edizioni
| Data | Conduzione                                                    | Sede                                                           |
| ---- | ------------------------------------------------------------- | -------------------------------------------------------------- |
| 1967 |                                                               | The Beverly Hilton                                             |
| 1968 |                                                               | The Beverly Hilton                                             |
| 1969 |                                                               | The Beverly Hilton                                             |
| 1970 |                                                               | The Beverly Hilton                                             |
| 1971 |                                                               | The Beverly Hilton                                             |
| 1972 |                                                               | The Beverly Hilton                                             |
| 1973 |                                                               | The Beverly Hilton                                             |
| 1974 | Hollywood Palladium                                           |                                                                |
| 1975 | Hollywood Palladium                                           |                                                                |
| 1976 | Hollywood Palladium                                           |                                                                |
| 1977 | Hollywood Palladium                                           |                                                                |
| 1978 | Hollywood Palladium                                           |                                                                |
| 1979 | Hollywood Palladium                                           |                                                                |
| 1980 | Hollywood Palladium                                           | Louis Gossett Jr./Rita Moreno/Ted Lange/Benjamin Hooks/Valenti |
| 1981 | Hollywood Palladium                                           | Robert Guillaume                                               |
| 1982 | Hollywood Palladium                                           | Jayne Kennedy/George Peppard/Michael Warren                    |
| 1983 | Dorothy Chandler Pavilion                                     | Jayne Kennedy/George Peppard/Michael Warren                    |
| 1984 | Dorothy Chandler Pavilion                                     | Jayne Kennedy/George Peppard/Michael Warren                    |
| 1985 | Dorothy Chandler Pavilion                                     | Jayne Kennedy/George Peppard/Michael Warren                    |
| 1986 | Dorothy Chandler Pavilion                                     | Denzel Washington/Debbie Allen                                 |
| 1987 | Dorothy Chandler Pavilion                                     | Denzel Washington/Debbie Allen                                 |
| 1988 | Dorothy Chandler Pavilion                                     | Denzel Washington/Debbie Allen                                 |
| 1989 | Dorothy Chandler Pavilion                                     | Denzel Washington/Debbie Allen                                 |
| 1990 | Dorothy Chandler Pavilion                                     | Denzel Washington/Debbie Allen                                 |
| 1992 | Pasadena Civic Auditorium                                     | Denzel Washington/Debbie Allen                                 |
| 1993 | Pasadena Civic Auditorium                                     | Denzel Washington/Debbie Allen                                 |
| 1994 | Pasadena Civic Auditorium                                     | Denzel Washington/Debbie Allen                                 |
| 1996 | Pasadena Civic Auditorium                                     | Whitney Houston/Denzel Washington                              |
| 1997 | Pasadena Civic Auditorium                                     | Arsenio Hall/Patti LaBelle                                     |
| 1998 | Pasadena Civic Auditorium                                     | Vanessa L. Williams/Gregory Hines                              |
| 1999 | Pasadena Civic Auditorium                                     | Mariah Carey/Blair Underwood                                   |
| 2000 | Pasadena Civic Auditorium                                     | Diana Ross                                                     |
| 2001 | Chris Tucker                                                  | Universal Amphitheatre                                         |
| 2002 | Chris Tucker                                                  | Universal Amphitheatre                                         |
| 2003 | Cedric the Entertainer                                        | Universal Amphitheatre                                         |
| 2004 | Tracee Ellis Ross/Golden Brooks/Persia White/Jill Marie Jones | Universal Amphitheatre                                         |
| 2005 | Chris Tucker                                                  | Dorothy Chandler Pavilion                                      |
| 2006 | Cuba Gooding Jr.                                              | Shrine Auditorium                                              |
| 2007 | LL Cool J                                                     | Shrine Auditorium                                              |
| 2008 | D. L. Hughley                                                 | Shrine Auditorium                                              |
| 2009 | Halle Berry/Tyler Perry                                       | Shrine Auditorium                                              |
| 2010 | Anika Noni Rose/Hill Harper                                   | Shrine Auditorium                                              |
| 2011 | Wayne Brady/Holly Robinson Peete                              | Shrine Auditorium                                              |
| 2012 | Sanaa Lathan/Anthony Mackie                                   | Shrine Auditorium                                              |
| 2013 | Steve Harvey                                                  | Shrine Auditorium                                              |
| 2014 | Anthony Anderson                                              | Pasadena Civic Auditorium                                      |
| 2015 | Anthony Anderson                                              | Pasadena Civic Auditorium                                      |
| 2016 | Anthony Anderson                                              | Pasadena Civic Auditorium                                      |
| 2017 | Anthony Anderson                                              | Pasadena Civic Auditorium                                      |
| 2018 | Anthony Anderson                                              | Pasadena Civic Auditorium                                      |
| 2019 | Anthony Anderson                                              | Dolby Theatre                                                  |
| 2020 | Anthony Anderson                                              | Pasadena Civic Auditorium                                      |
| 2021 | Anthony Anderson                                              | Pasadena Civic Auditorium                                      |
| 2022 | Anthony Anderson                                              | Pasadena Civic Auditorium                                      |

## Premi cinematografici e televisivi

### Film
- Miglior film
- Miglior documentario
- Miglior film internazionale
- Miglior film indipendente
- Miglior film live action
- Miglior cortometraggio live action
- Miglior film di animazione
- Miglior cortometraggio di animazione
- Miglior regia in un film
- Miglior sceneggiatura in un film
- Migliore attrice in un film
- Miglior attore in un film
- Miglior attrice non protagonista in un film
- Miglior attore non protagonista in un film
- Miglior attore/attrice rivelazione in un film
- Miglior cast in un film
- Miglior doppiaggio in un film

### Serie televisive drammatiche
- Miglior serie drammatica
- Miglior attrice in una serie drammatica
- Miglior attore in una serie drammatica
- Miglior attrice non protagonista in una serie drammatica
- Miglior attore non protagonista in una serie drammatica
- Miglior regia in una serie drammatica
- Miglior scrittura in una serie drammatica

### Serie televisive commedia
- Miglior serie commedia
- Miglior attrice in una serie commedia
- Miglior attore in una serie commedia
- Miglior attrice non protagonista in una serie commedia
- Miglior attore non protagonista in una serie commedia
- Miglior regia in una serie commedia
- Miglior scrittura in una serie commedia

### Film televisivo, mini-serie o speciale drammatico
- Miglior Film televisivo, mini-serie o speciale drammatico
- Miglior attrice in un film televisivo, mini-serie o speciale drammatico
- Miglior attore in un film televisivo, mini-serie o speciale drammatico
- Miglior attore/attrice rivelazione in un film, serie o speciale
- Miglior regia in un film televisivo, mini-serie o speciale drammatico
- Miglior scrittura in un film televisivo, mini-serie o speciale drammatico

### Reality e varietà
- Miglior notiziario - serie o speciale
- Miglior talk show - serie o speciale
- Miglior varietà - serie o speciale
- Miglior reality show o game show - serie o speciale
- Miglior conduttore di un talk show o notiziario - serie o speciale
- Miglior conduttore di un reality show o game show - serie o speciale

### Altre categorie
- Miglior mini-serie televisiva - drammatica o commedia
- Miglior performance in una mini-serie - drammatica o commedia
- Miglior serie animata
- Miglior programma per bambini
- Miglior doppiaggio per una serie animata televisiva

## Premi musicali
- Miglior album
- Miglior artista maschile
- Miglior artista femminile
- Miglior rivelazione
- Miglior gruppo, duo o collaborazione - tradizionale
- Miglior gruppo, duo o collaborazione - contemporary
- Miglior video musicale o visual album
- Miglior colonna sonora o compilation
- Miglior album gospel
- Miglior canzone gospel
- Miglior album jazz - strumentale
- Miglior album jazz - vocale
- Miglior canzone R&B/Soul
- Miglior canzone Hip-Hop/Rap
- Miglior canzone internazionale
- Miglior produttore discografico

## Premi letterari
- Miglior opera letteraria - Romanzo
- Miglior opera letteraria - Saggistica
- Miglior opera letteraria - Biografia/Autobiografia
- Miglior opera letteraria - Autore esordiente
- Miglior opera letteraria - Poesia
- Miglior opera letteraria - Istruzione
- Miglior opera letteraria - Bambini
- Miglior opera letteraria - Giovani/Teens

## Premi speciali

### Chairman's Award
Il Chairman's Award viene conferito come riconoscimento agli individui che dimostrano un esemplare servizio alla collettività e usano le loro piattaforme per creare fattori di miglioramento nei diritti civili.

### President Award
Il President Award viene conferito come riconoscimento agli individui che dimostrano un esempio per la comunità afroamericana e ottengono risultati straordinari nel loro campo.
- 1987 - Ella Fitzgerald
- 1988 - Jesse Jackson
- 1989 - Jheryl Busby
- 1990 - Antoinette Stroman e Ryan White
- 1996 - Kent Amos & Carmen Amos
- 1997 - Bryant Gumbel
- 1998 - Alexis Herman
- 1999 - Lauryn Hill
- 2000 - Tavis Smiley e Tom Joyner
- 2001 - Bill Clinton
- 2002 - Condoleezza Rice
- 2003 - Venus Williams e Serena Williams
- 2004 - T. D. Jakes
- 2006 - Susan L. Taylor
- 2007 - Soledad O'Brien
- 2008 - Ruby Dee
- 2009 - Muhammad Ali
- 2010 - Van Jones
- 2011 - Colin Powell
- 2012 - The Black Stuntmen's Association
- 2013 - Kerry Washington
- 2015 - Spike Lee
- 2016 - John Legend
- 2017 - Lonnie Bunch
- 2018 - Danny Glover
- 2019 - Jay-Z
- 2020 - Rihanna
- 2021 - LeBron James
- 2022 - Henry, duca di Sussex, Meghan Markle

### Hall of Fame Award
L'Hall of Fame Award viene conferito come riconoscimento agli individui che dimostrano risultati straordinari nel loro campo, divenendo delle icone del proprio mestiere.

### Entertainer of the Year
Il premio Entertainer of the Year viene conferito come riconoscimento agli individui che dimostrano risultati straordinari nel loro campo nel corso dell'anno. Beyoncé, Dionne Warwick e Patti LaBelle sono le uniche artiste ad aver vinto il premio due volte nel corso della loro carriera.
- 1986 - Dionne Warwick
- 1987 - Patti LaBelle
- 1988 - Dionne Warwick (2)
- 1989 - Lionel Richie
- 1990 - Eddie Murphy
- 1991 - Oprah Winfrey
- 1992 - Patti LaBelle (2)
- 1993 - Michael Jackson
- 1994 - Whitney Houston
- 1996 - Quincy Jones
- 1997 - Denzel Washington
- 1998 - Kenneth "Babyface" Edmonds
- 1999 - Will Smith
- 2000 - Halle Berry
- 2001 - Steve Harvey
- 2004 - Beyoncé
- 2013 - Jamie Foxx
- 2014 - Kevin Hart
- 2015 - Taraji P. Henson
- 2016 -  Michael B. Giordania
- 2017 - Dwayne Johnson
- 2018 - Ava DuVernay
- 2019 - Beyoncé (2)
- 2020 - Lizzo
- 2021 - D-Nizza
- 2022 - Jennifer Hudson

## Polemiche e controversie
Gli Image Awards sono stati talvolta soggetti a polemiche a causa di candidature ritenute non meritevoli di un tributo da parte dell'NAACP. Per esempio, nel 1994 Tupac Shakur fu candidato come Migliore Attore Protagonista per il film Poetic Justice sebbene nel dicembre 1993 fosse stato accusato di violenza sessuale su una donna. Nel 2004, l'album di R. Kelly, Chocolate Factory, fu candidato come Migliore Album anche se in quel periodo il cantante era indagato con l'accusa di pornografia infantile.
Altre candidature sono state criticate a causa dei discutibili ritratti fatti di alcuni personaggi impegnati nella difesa dei diritti civili. Nel 2003, il film La bottega del barbiere ebbe 5 nomination tra cui Miglior Film e Migliore Attore Protagonista (Cedric the Entertainer). Il film fu molto criticato in quanto il personaggio di Cedric the Entertainer faceva dei commenti poco lusinghieri su Rosa Parks, Martin Luther King jr. e Jesse Jackson. Il gruppo rap OutKast ricevette 6 nomination nel 2004 ma furono molto criticati per aver inciso precedentemente una canzone dal titolo Rosa Parks, canzone che aveva spinto la stessa Parks a denunciarli per diffamazione.